# Zénith (balão)
Zénith foi um balão a gás com capacidade de 3.000 metros cúbicos (110.000 pés cúbicos), projetado pelo renomado aeronauta e oficial da marinha francesa Théodore Sivel. Financiado pela empresa francesa de navegação aérea, o balão foi construído em 1874 com o objetivo de explorar as altitudes elevadas e avançar o conhecimento científico sobre as condições atmosféricas em grandes alturas.
O Zénith destacou-se na história da aviação por estabelecer novos recordes de altitude, contribuindo significativamente para o estudo da atmosfera. No entanto, sua fama também está ligada a um trágico incidente. Em 15 de abril de 1875, durante uma ascensão que visava alcançar altitudes sem precedentes, o balão Zénith foi responsável pelas primeiras mortes registradas de aeronautas devido à exposição às condições extremas de alta altitude. O próprio Sivel, juntamente com os companheiros Joseph Crocé-Spinelli e Gaston Tissandier, participaram dessa arriscada expedição. O incidente marcou um ponto crucial na história da exploração aerostática, ressaltando os perigos inerentes às viagens em grandes altitudes.

## Construção
Projetado por Théodore Sivel, o balão Zénith foi montado e costurado em 1874 na propriedade da família Sivel, conhecida como Pignet, localizada na cidade de Sauve, no departamento de Gard, França. O processo de construção do balão envolveu a participação ativa das mulheres locais, que contribuíram significativamente para a confecção da imensa estrutura de tecido. A montagem cuidadosa e a expertise artesanal das costureiras de Sauve foram essenciais para garantir a integridade e a segurança do balão, que viria a se tornar um marco na história da aerostática.

## Sucesso do voo Paris-Arcachon

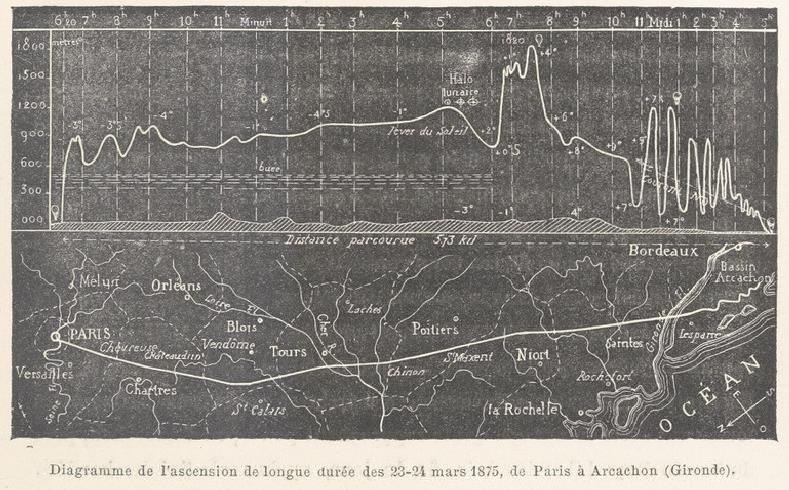
Diagrama com a rota do voo do Zénith, quebrando o recorde de Paris para Arquichon, 23-24 de março de 1875 (do livro L'Histoire de mes vols de G. Thysandier)

Em 23 e 24 de março de 1875, sob a orientação de Paul Bert, o comandante Sivel, o engenheiro Joseph Crocé-Spinelli, os aeronautas Albert Tissandier, seu irmão Gaston Tissandier, editor-chefe da revista La Nature e Claude Jobert alcançaram um voo de longa duração (22 horas 40), quebrando todos os recordes de duração. O balão decolou às 16:20 de Paris e aterrou no dia seguinte às 17:00 em Arcachon.
O balão Zénith decolou da usina de gás de La Villette, situada na região do Sena (atualmente parte de Paris), e realizou um voo significativo que terminou com um pouso na comuna de Lanton, no departamento da Gironde. Durante esta expedição, foram conduzidas inúmeras observações científicas importantes. Joseph Crocé-Spinelli, um dos aeronautas a bordo, foi responsável por realizar observações espectroscópicas, enquanto os irmãos Gaston e Albert Tissandier dedicaram-se ao estudo da composição química do ar em altas altitudes, medindo as proporções de gases e vapor de água no ar rarefeito. Théodore Sivel, além de gerenciar a operação do balão, desempenhou um papel crucial ao auxiliar nos experimentos conduzidos por seus colegas, contribuindo para o avanço do conhecimento científico sobre as condições atmosféricas em grandes altitudes.

## Tragédia de Ciro

### Curso dos acontecimentos

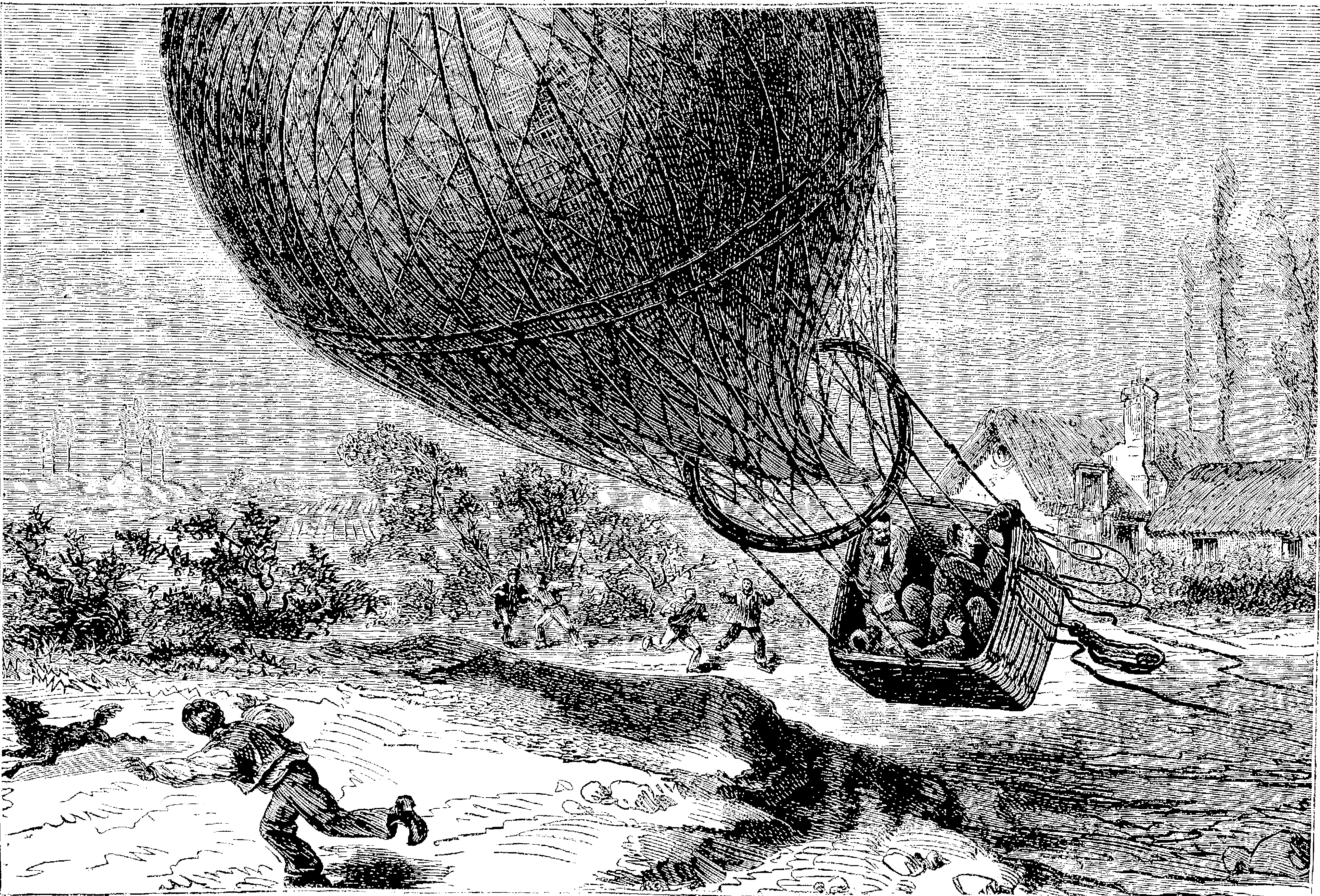
A descendência de Zénith

Depois que o balão Zénith foi inflado sob a supervisão de Adrien Duté-Poitevin, que era cunhado de Sivel, três aeronautas - Sivel, Crocé-Spinelli e Gaston Tissandier - decolaram perto da usina de gás de La Villette, localizada no 19o distrito de Paris, em 15 de abril de 1875, às 11:35, na esperança de quebrar o recorde de altitude (8.800 metros [28.900 pés] na época) e realizar observações.
Apesar de se sentirem mal a 8.000 metros de altitude, os três aeronautas decidiram continuar a ascensão (os registros mostraram que o voo atingiu os 28.200 metros). Todos perderam a consciência devido à falta de oxigênio (Hipóxia). Somente Tissandier conseguiu recuperar a consciência para retardar a descida, e o balão pousou violentamente, rasgando contra uma árvore, mas com pouco dano à cesta, na tarde no território de Ciron (Indre) perto de Le Blanc, a 250 quilômetros de Paris, às 16:00. Ele sobreviveu sozinho - embora tenha perdido a audição - e descreveu sua aventura e a de seus companheiros em La Nature em 1 de maio de 1875, e em L'Aéronaute no mês seguinte.

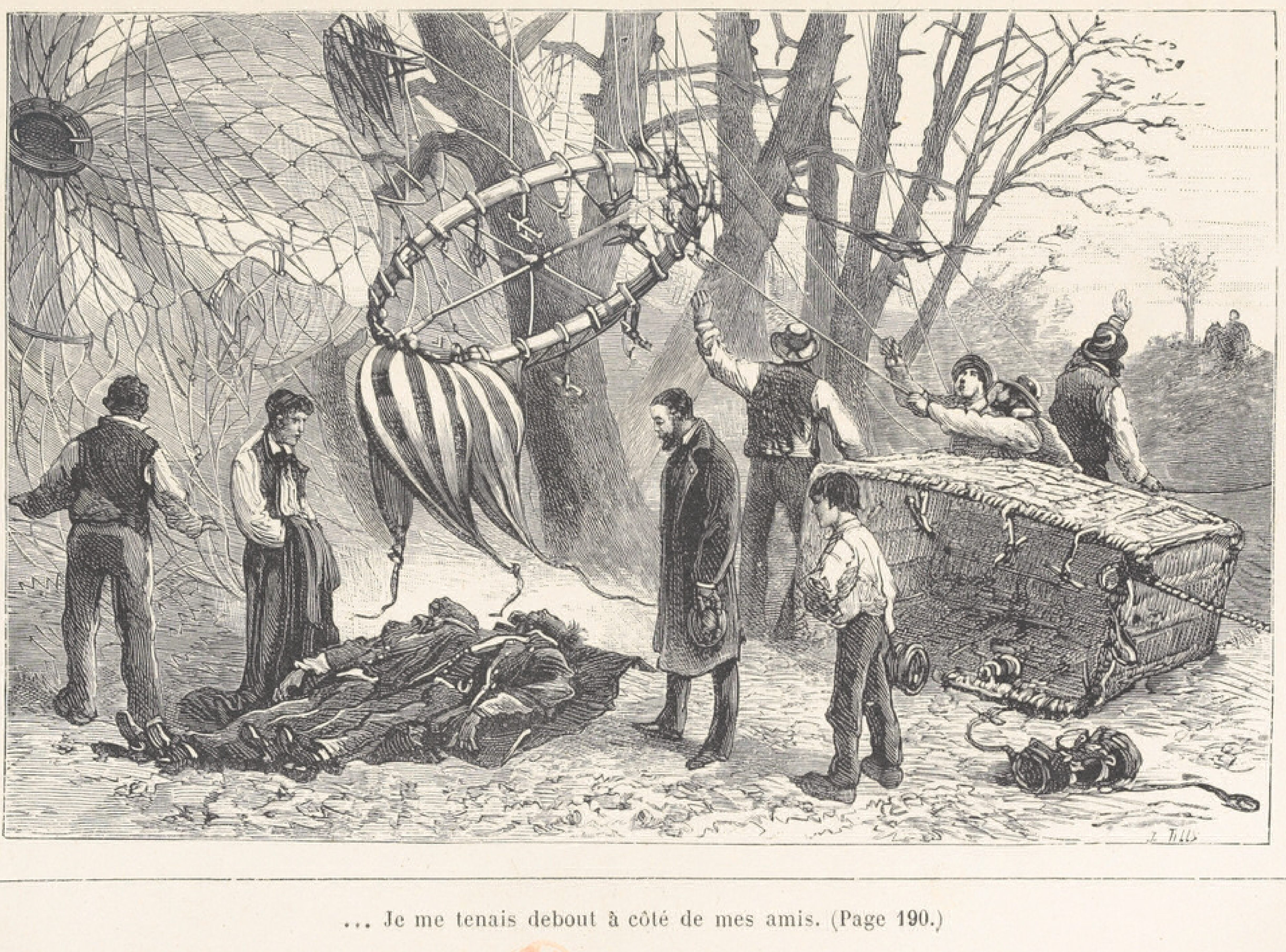
Após o acidente do balão Zenith, 15 de abril de 1875

Esta tragédia dificilmente poderia ter sido evitada, pois os efeitos de uma altitude superior a 8.000 metros (26.000 pés) eram desconhecidos por eles,  embora a aventura de James Glaisher em 1862 deveria ter dado indicações, mas este aeronauta britânico foi treinado e sobreviveu ao seu voo em alta altitude. Além disso, a carta de Paul Bert que os advertia da necessidade de transportar suprimentos maiores de oxigênio (os seus consistiam em três pequenos balões de borracha contendo 70% de oxigénio, capazes de sustentar a respiração por uma hora no máximo) não chegou a eles a tempo. A ascensão muito rápida dos Zénith foi um fator significativo no incidente.  Durante a Primeira Guerra Mundial, Maurice Dreyfous, que havia sido editor de Gaston Tissandier, escreveu num livro de memórias que este grande aeronauta revelou certos detalhes sobre o incidente de Zénith que ele havia escondido anteriormente do público. Descobriu-se que era Sivel, e não Crocé-Spinelli, que era responsável pela subida repentina e mortal do balão. Ele, que deveria monitorar constantemente a altitude do balão com o barômetro, foi vítima de sua miopia e acreditava que o aerostato estava prestes a tocar o chão. Ele então jogou para fora de bordo tudo o que estava ao seu alcance.
Em todos os desenhos do incidente, a forma real da cesta Zénith foi substituída por uma cesta quadrada de construção menos crua e mais vantajososa.

### Impacto e tributos

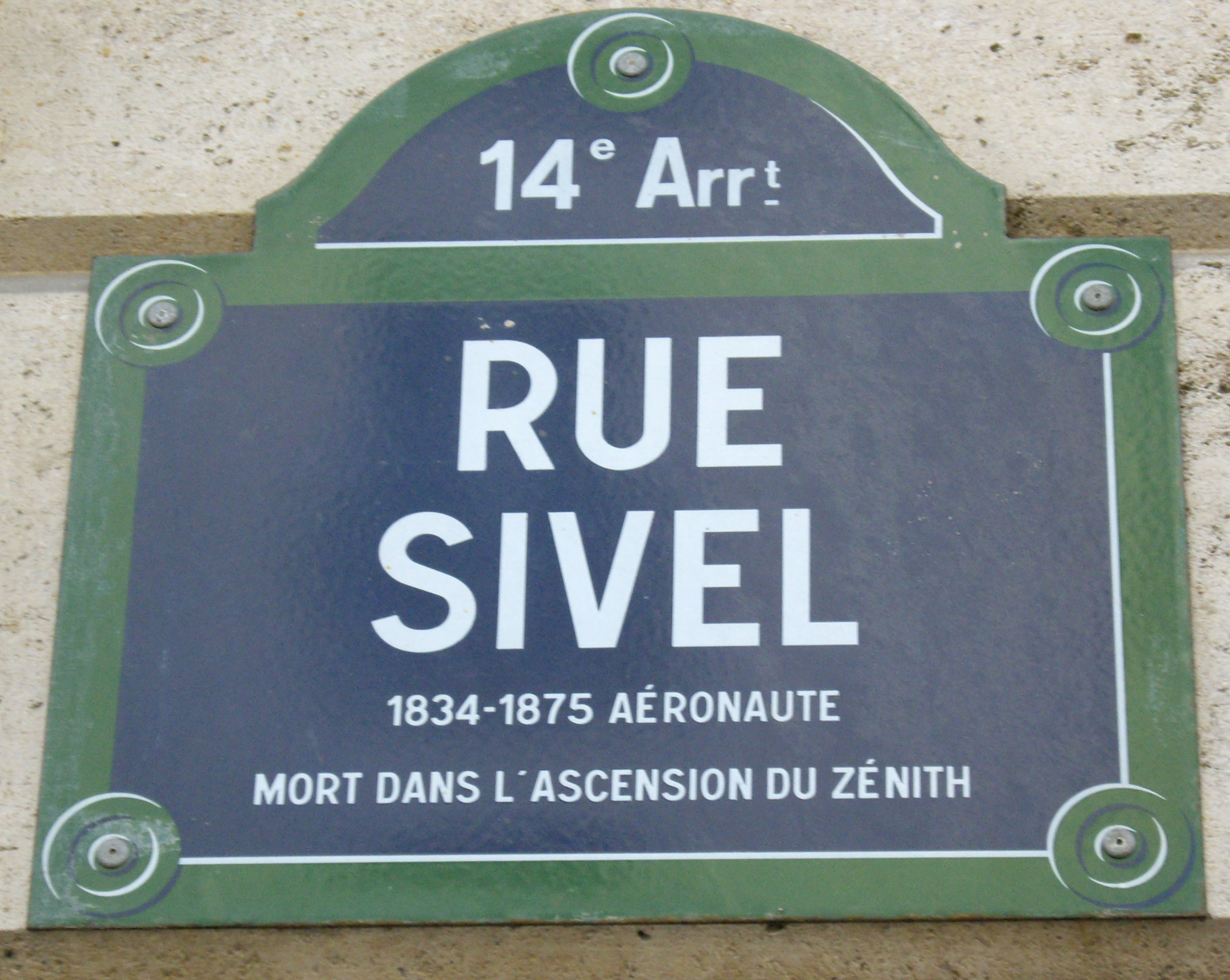
Placa da Rue Sivel em Paris evocando a morte do aeronauta

O anúncio deste incidente teve um impacto na França e no exterior, e mais de vinte mil pessoas seguiram os funerais de Sivel e Crocé-Spinelli da Estação de Orléans até o Cemitério Père Lachaise em Paris.

#### Monumento
Uma assinatura pública foi aberta pela Société française de navigation aérienne para ajudar as famílias das vítimas e erguer um monumento comemorativo no local de pouso do balão. Foi projetado pelo arquiteto Albert Tissandier (irmão de Gaston Tissandiers) e tomou a forma de um Obelisco em pedra cercado por um barranco, na Rue de Eglise Saint-Georges em Ciron. Este monumento foi inaugurado em 25 de março de 1881, e mais tarde listado como um Monumento histórico por decreto em 4 de abril de 2017.

#### Salas de apresentação
Os salões de performance franceses chamados Zénith devem o seu nome a este balão. Em 1981, Jack Lang, então Ministro da Cultura, decidiu criar um salão de grande capacidade localizado fora das cidades, adequado para rock e música popular, e inaugurou o conceito "Le Zénith" com O Zénith de Paris para substituir o Pavillon de Paris. O primeiro salão construído foi localizado no Parc de la Villette no local de descolagem, com o ministro da Cultura sendo inspirado por esta haza para nomear a estrutura.

#### Tumba

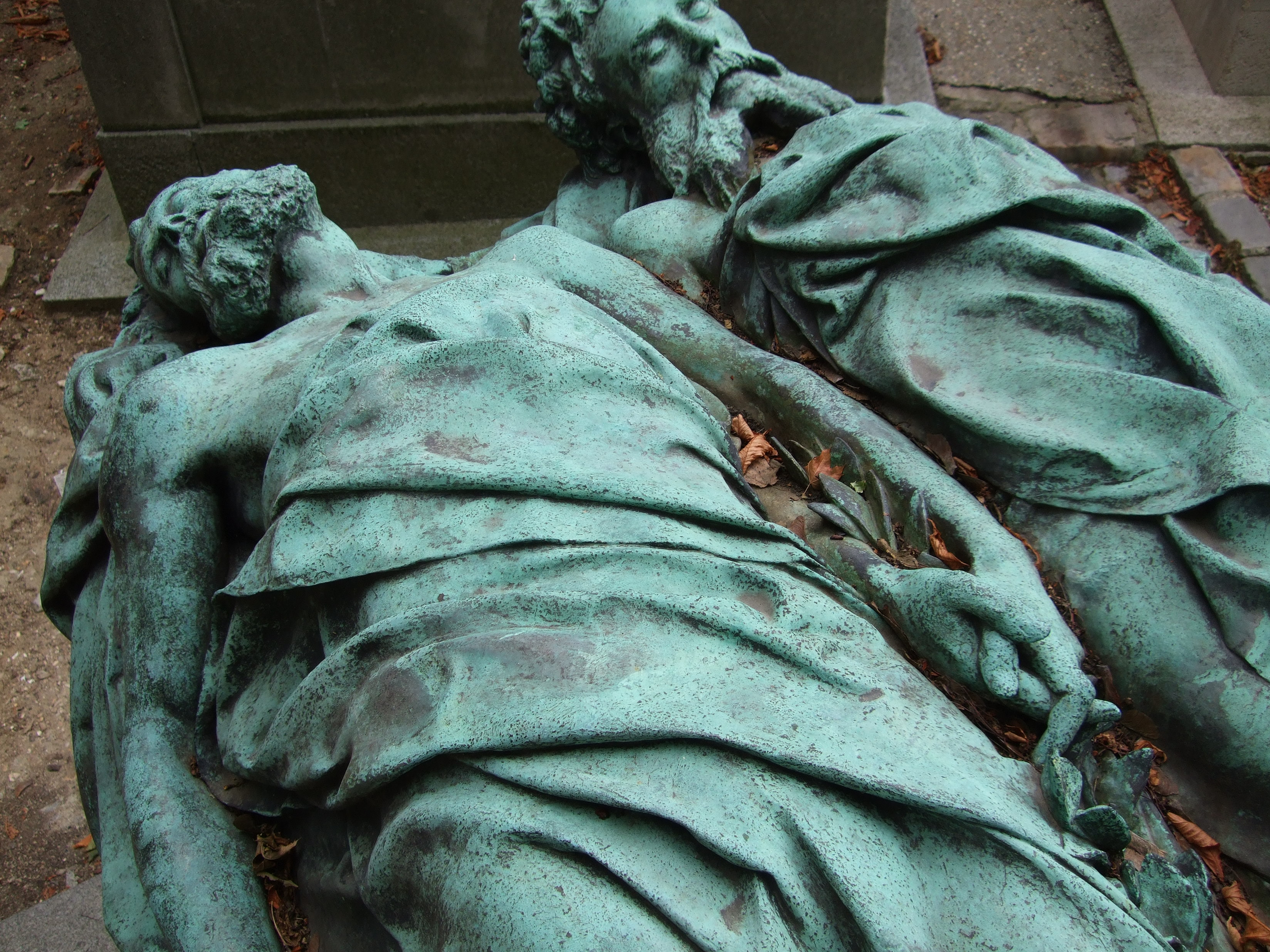
Efígios de Joseph Crocé-Spinelli e Théodore Sivel em túmulos

Os restos mortais de Joseph Crocé-Spinelli e Théodore Sivel foram colocados em um único túmulo com suas efígieiras reclinadas deitado nas costas, lado a lado com as mãos entrelaçadas.  Este conjunto, localizado no Cemitério Père Lachaise em Paris (71.a divisão), é uma obra de 1878 do artista Alphonse Dumilatre.

#### Escenas e música históricas
As partituras musicais (voz e instrumento) para o teatro foram publicadas logo após o incidente, como as intituladas Le Zénith (léricas de Adolphe Perreau, música de Robert Planquette) ou Les martyrs du Zénith, cena histórica (léricas por Julien Fauque, música de Jules Jacob), que permaneceram à venda até 1901.

#### Poema
Esta ascensão e a tragédia resultante inspiraram um poema, chamado Le Zénith, do poeta francês e futuro primeiro ganhador do Prêmio Nobel de Literatura Sully Prudhomme.